# Феликс Боем
Феликс Боем (на немски: Felix Boehm) е немски психоаналитик, специалист по неврологични разстройства и разстройства на настроението, както и бивш президент на Германското психоаналитично общество.

## Биография
Роден е на 25 юни 1881 година в Рига, днес Латвия. След завършване на средно образование първоначално учи инженерство в Рига, а от 1902 в Мюнхен. До 1912 Боем следва медицина в Женева, Фрайбург и Мюнхен. В Мюнхен, като асистент на Емил Крепелин и Ернст Касирер, специализира психиатрия и неврология.
Боем е анализиран от полската студентка на Фройд – Евгения Соколничка и става член на Мюнхенската регионална група на Международната психоаналитична асоциация през 1913 г.
През 1919 г. Боем се премества в Берлин, където започва частна практика като невролог и завършва психоаналитичната си подготовка с Карл Абрахам в Берлинския психоаналитичен институт (БПИ). От 1920 започва да публикува серия от статии на тема „принос към психологията на хомосексуалността“ в Международния журнал за психоанализа.
През 1922 получава докторска степен защитавайки дисертация на тема „Два случая на делириум от атеросклероза“ и през 1923 става преподавател в БПИ. През 1928 г. започва да учи етнология в Берлинския университет, след което заедно с Екхард фон Сюдов, философ и историк на изкуството, провеждат семинари по теми от етнологията.
Боем води дъщерите са на профилактична психоанализа с Мелани Клайн.
Умира на 20 декември 1958 година в Берлин на 77-годишна възраст.